# Brabham BT46B

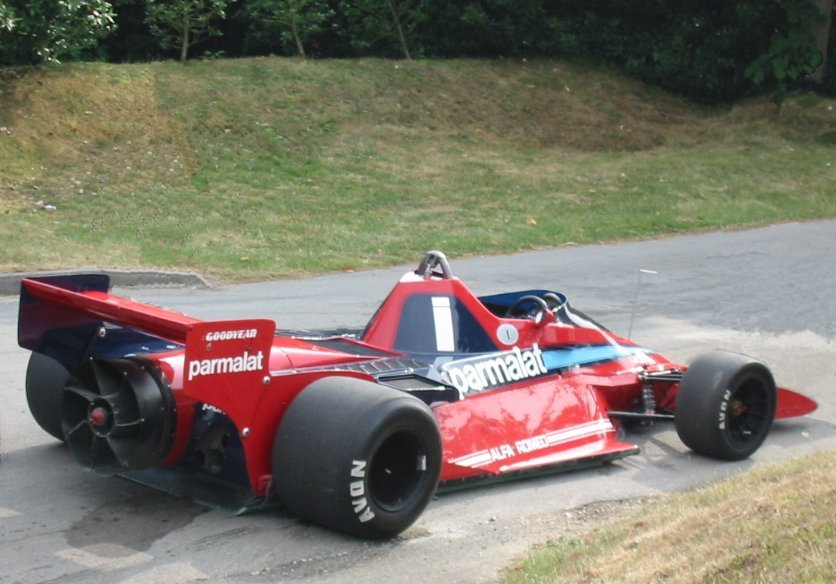
Brabham-Alfa Romeo BT46B beim Goodwood Festival of Speed 2001

Der Brabham BT46B ist ein vom ehemaligen britischen Rennteam Brabham konstruierter Formel-1-Rennwagen.

## Entstehungsgeschichte

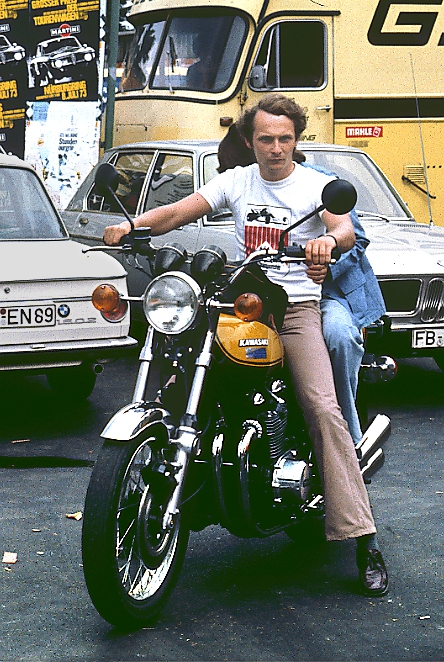
Niki Lauda siegte beim einzigen Einsatz des BT46B in Schweden

Die Dominanz der von Lotus entwickelten „Bodeneffektautos“ (Lotus 78) der Formel-1-Saison 1978 war überwältigend, sodass die Konkurrenz gezwungen war zu handeln. Die ersten von Brabham in die Saison gestarteten Wagen, der BT45C und der BT46A, waren kaum in der Lage dem Lotus zu folgen. So entwickelte Gordon Murray, Chefdesigner bei Brabham, den BT46B. Da der vom Team verwendete Alfa-Romeo-Zwölfzylinder-V-Motor (Tipo 115-12) mit einem Bankwinkel von 180 Grad für ein Ground-Effect-Car zu breit war, musste ein völlig neues, revolutionäres Konzept entwickelt werden. Murray kopierte Teile des Chaparral 2J, eines als „Sucker Car“ bekannten Sportwagens aus der US-amerikanischen Sportwagen-Szene. Die beim 2J am Heck montierten Ventilatoren saugten die Luft vom Unterboden und bliesen sie nach hinten hinaus. Dieses Verfahren sorgte für einen niedrigen Druck unter dem Fahrzeug, das vom äußeren Luftdruck gegen den Boden gepresst wurde, wobei höhere Motordrehzahl einen höheren Ansaugeffekt zur Folge hatte. Im Gegensatz zum 2J hatte der Brabham jedoch nur einen Propeller am Heck. Wie auch beim Ground-Effect-Car von Lotus sorgten seitlich angebrachte Schürzen für einen abgedichteten Unterboden. Um den Wagen regelkonform einzuschreiben, war das Gebläse  offiziell ein Teil der Motorkühlung. Der Wagen wurde so für den Großen Preis von Schweden 1978 zugelassen.

## Einsatz und Verbot
Bereits beim Training auf dem Scandinavian Raceway erkannte die Konkurrenz, was das Konzept des sogenannten „Fan-Cars“ bewirkte. Die Fahrer, die dem BT46B folgten, beschwerten sich über aufgewirbelten Schmutz und Kies, die der Propeller auswarf. Trotz dieser Klagen durften die Brabham-Piloten Niki Lauda und John Watson mit dem BT46B starten. Am Ende des Qualifyings war nur Lotus-Pilot Mario Andretti schneller als Lauda und Watson. Das Rennen gewann Lauda mit einem Vorsprung von knapp 34 Sekunden vor Arrows-Pilot Riccardo Patrese; Watson schied nach einem Dreher aus. Nach dem Rennen wurde der Widerstand der anderen Teams so groß, dass Brabham-Teamchef und FOCA-Vorstand Bernie Ecclestone gezwungen war, den BT46B zurückzuziehen. Wenig später wurde der Wagen offiziell für illegal erklärt, da der Propeller eine „bewegliche aerodynamische Einheit“ darstellte. Am Ergebnis in Schweden änderte sich nichts. Somit war der erste Einsatz des BT46B auch der letzte in einem offiziellen Formel-1-Rennen. Die weitere Entwicklung eines Propeller-Autos von Lotus auf der Basis des Lotus 79 wurde nach dem Urteil eingestellt.

## Technisches
Der BT46B hatte ein Aluminium-Monocoque und wog leer 629 kg. Angetrieben wurde er von einem Zwölfzylinder-V-Motor mit 180° Bankwinkel von Alfa Romeo.

## Ergebnisse
| Fahrer               | Nr.                  | 1 | 2 | 3 | 4 | 5 | 6 | 7 | 8   | 9 | 10 | 11 | 12 | 13 | 14 | 15 | 16 | Punkte | Rang |
| -------------------- | -------------------- | - | - | - | - | - | - | - | --- | - | -- | -- | -- | -- | -- | -- | -- | ------ | ---- |
| Formel-1-Saison 1978 | Formel-1-Saison 1978 |   |   |   |   |   |   |   |     |   |    |    |    |    |    |    |    | 53     | 3.   |
| N. Lauda             | 1                    |   |   |   |   |   |   |   | 1   |   |    |    |    |    |    |    |    | 53     | 3.   |
| J. Watson            | 2                    |   |   |   |   |   |   |   | DNF |   |    |    |    |    |    |    |    | 53     | 3.   |

| Legende  | Legende            | Legende                                                          |
| Farbe    | Abkürzung          | Bedeutung                                                        |
| -------- | ------------------ | ---------------------------------------------------------------- |
| Gold     | –                  | Sieg                                                             |
| Silber   | –                  | 2. Platz                                                         |
| Bronze   | –                  | 3. Platz                                                         |
| Grün     | –                  | Platzierung in den Punkten                                       |
| Blau     | –                  | Klassifiziert außerhalb der Punkteränge                          |
| Violett  | DNF                | Rennen nicht beendet (did not finish)                            |
| Violett  | NC                 | nicht klassifiziert (not classified)                             |
| Rot      | DNQ                | nicht qualifiziert (did not qualify)                             |
| Rot      | DNPQ               | in Vorqualifikation gescheitert (did not pre-qualify)            |
| Schwarz  | DSQ                | disqualifiziert (disqualified)                                   |
| Weiß     | DNS                | nicht am Start (did not start)                                   |
| Weiß     | WD                 | zurückgezogen (withdrawn)                                        |
| Hellblau | PO                 | nur am Training teilgenommen (practiced only)                    |
| Hellblau | TD                 | Freitags-Testfahrer (test driver)                                |
| ohne     | DNP                | nicht am Training teilgenommen (did not practice)                |
| ohne     | INJ                | verletzt oder krank (injured)                                    |
| ohne     | EX                 | ausgeschlossen (excluded)                                        |
| ohne     | DNA                | nicht erschienen (did not arrive)                                |
| ohne     | C                  | Rennen abgesagt (cancelled)                                      |
| ohne     | keine WM-Teilnahme |                                                                  |
| sonstige | P/fett             | Pole-Position                                                    |
| sonstige | 1/2/3/4/5/6/7/8    | Punktplatzierung im Sprint-/Qualifikationsrennen                 |
| sonstige | SR/kursiv          | Schnellste Rennrunde                                             |
| sonstige | *                  | nicht im Ziel, aufgrund der zurückgelegten Distanz aber gewertet |
| sonstige | ()                 | Streichresultate                                                 |
| sonstige | unterstrichen      | Führender in der Gesamtwertung                                   |